# Polgárdi
Polgárdi är en stad i provinsen Fejér i Ungern. Staden hade 6 955 invånare (2019).